# Joakim Jakobsen
Joakim Jakobsen (født 1963) er en dansk journalist og forfatter. Han er ansat på Weekendavisen.
Jakobsen har læst litteraturvidenskab ved Københavns Universitet. Han begyndte sit virke på Politiken i 1991 og skrev siden for Jyllands-Posten og Euroman. Siden 2005 har han været fastansat reporter og anmelder ved Weekendavisen og var 2012-2015 kulturredaktør på avisen . 
Han debuterede som forfatter 2004 med Le Tour, som 2012 blev genudgivet med titlen Tour de France (Lindhardt og Ringhof). Bogen er oversat til svensk 2014 (Natur och Kultur).
I 2008 blev hans bog Tynd luft - Danmark ved VM i Mexico 1986 nomineret til Årets historiske bog, der uddeles af Dansk Historisk Fællesråd. Bogen var også nomineret til Læsernes Bogpris 2009. 
Derefter udgav han biografien Guld-Harald (2009, Gyldendal) om fodboldspilleren Harald Nielsen. 
2017 kom Ord der formede Danmark - 1500 års historie fortalt gennem citater (Lindhardt og Ringhof), som nomineredes til Blixenprisen 2018.
I 2010 modtog han De Berlingske Journalisters Hæderspris.

## Forfatterskab
- Le Tour: Sejre, drømme og frygtelige nederlag gennem 100 år, Rosinante 2004.
- Tynd luft - Danmark ved VM i Mexico 1986, Gyldendal 2008.
- Guld-Harald: Topscorer, idol, rebel, Gyldendal 2009.
- Ord der formede Danmark, Lindhardt og Ringhof 2017.